# 삼성 인스팅트 S30
삼성 인스팅트 S30(Samsung Instinct S30, Samsung M810), 삼성 인스팅트 미니(Samsung Instinct Mini)는 삼성전자가 2009년 3월 31일에 출시한 휴대 전화이다.